# Delias carstensziana
Delias carstensziana är en fjärilsart som beskrevs av Rothschild 1916. Delias carstensziana ingår i släktet Delias och familjen vitfjärilar. Inga underarter finns listade i Catalogue of Life.